# Hertha von Guttenberg
Pour les articles homonymes, voir Guttenberg.
Hertha von Guttenberg, née Hertha Clara Louise Cornilsen, le 22 février 1896 à Berlin, morte le 29 décembre 1990 à Munich est une sculptrice allemande.

## Biographie
Herta von Guttenberg est la fille de Otto Paul Heinrich Cornilsen et Margarethe Martha Johanna née Marchand. La famille est de confession protestante. À l’âge de douze ans, elle est envoyée dans un internat. À partir de 1913, elle fréquente une école d'art privée à Berlin-Charlottenbourg, où elle suit des cours avec Hans Baluschek, Lovis Corinth et Arthur Lewin-Funcke. En 1916, elle reçoit des cours de sculpture auprès de Hans Perathoner à l'école des arts appliqués de Charlottenburg. Après avoir travaillé dans un atelier de sculpture sur pierre pendant deux mois en 1917, elle fréquente l'École des arts appliqués de Berlin. Otto Hitzberger y est son professeur. Après son mariage en 1922 avec le botaniste Hermann von Guttenberg, elle s'installe avec lui à Rostock. En 1923, elle est membre de l'Association des artistes de Rostock. Elle rencontre et se lie d'amitié avec de nombreux artistes mecklembourgeois tels que Kate Diehn-Bitt, Margarete Scheel, Fritz Koch-Gotha et Jo Jastram. Depuis 1924, elle séjourne l'été à Ahrenshoop. En 1927, elle part en voyage d'études à Florence. En 1936, elle expose à Vienne, puis à Brême, Hanovre et Fribourg-en-Brisgau.
En 1945, elle expose à Schwerin, lors de l'Exposition annuelle des artistes de Mecklembourg-Poméranie occidentale. Elle est membre de l'Association des artistes visuels de la RDA. Elle fait construire une maison à Arenshoop et s'y installe en 1956. En 1975, elle s'installe à Munich chez sa fille. En 1994, le Kunsthaus Guttenberg ouvre ses portes dans son ancienne maison à Ahrenshoop.

## Œuvres

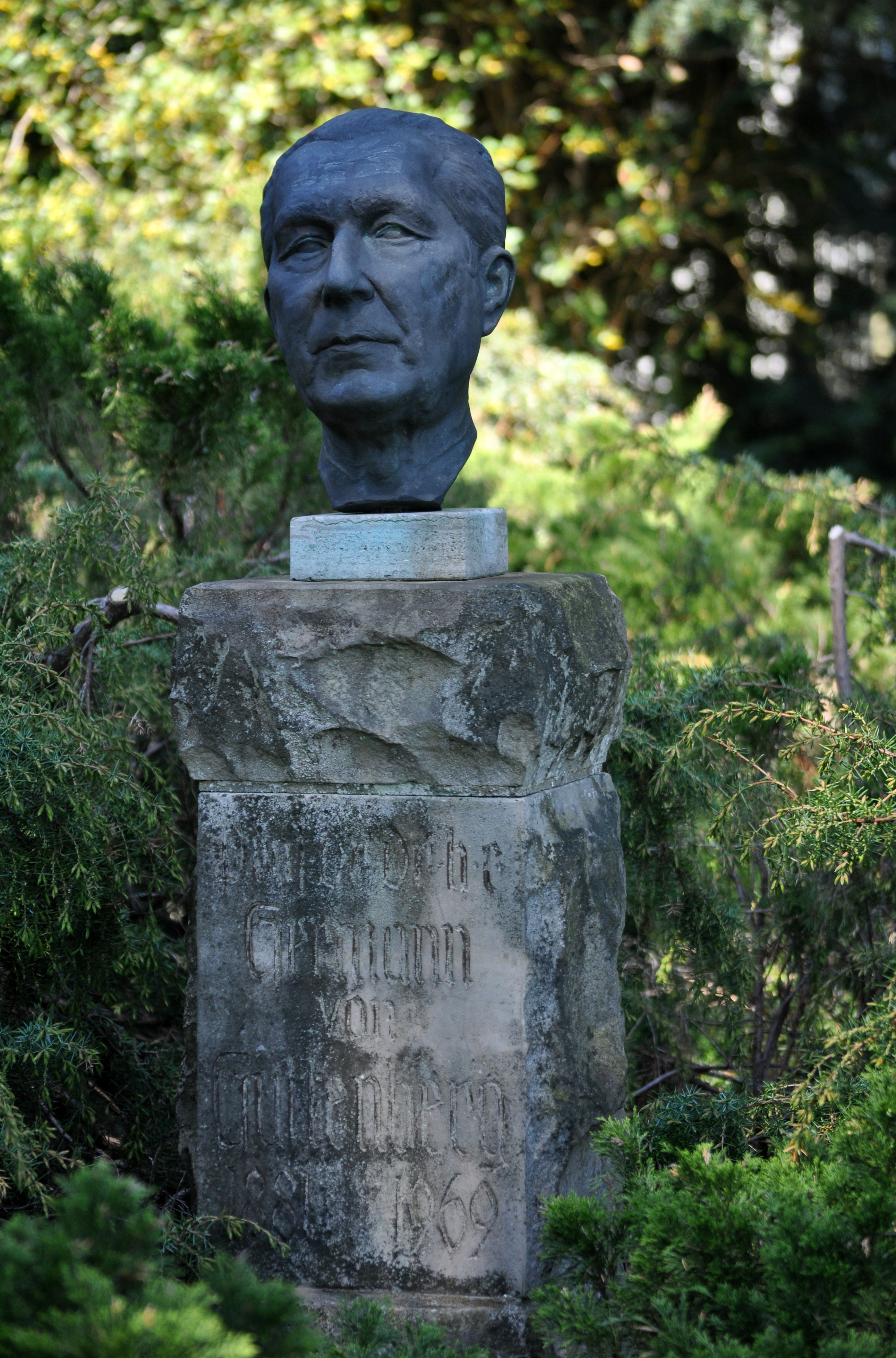
Buste en bronze Hermann v. Guttenberg à Rostock

- Bustes de Wilhelm Furtwängler et Rabindranath Tagore
- Bustes d' Albert Schweitzer, Erich Schlesinger, Käthe Miethe, Jo Jastram
- Bustes de Peter E. Erichson, Ehm Welk et Gottfried von Brücken
- Buste en bronze de son mari dans le jardin botanique de Rostock
- Enfant Congo en plastique
- Femme en plastique condamnée au silence
- Masques (inspirés d'un groupe de danse de Bali)[5]